# Баудолино
Баудолино (итал. Baudolino) роман је италијанског писца Умберта Ека оригинално објављен 2000. године. У роману је Еко описао главног јунака Баудолина, који прича о својим авантурама у средњем веку и хришћанској Европи, као и мало познати митологијски свет описан у средњовековној литератури. Као и у пређашњим романима, Еко је искористио своје познавање средњовековне литературе да би написао епску причу пуну комичних ситуација, истовремено описујући важна питања тог времена.

## Синопсис
Године 1204. Баудолино стиже у Цариград управо када поборници четвртог крсташког рата покушавају да свргну византијског цара. У том хаосу који ће на крају допринети пропасти града, Баудолино сусреће Никетаса Конијатоса, историчара на краљевом двору, и спашава му живот у Аја Софији, док су је крсташи пљачкали. Никетас је очаран Баудолиновом језичном надареношћу, јер овај не само да је добро говорио грчки, већ и све језике за које је Никетас чуо, па се чудио ко је Баудолино.
Прича почиње 1155. године када Баудолина као тринаестогодишњака усваја римско-немачки цар Фридрих Барбароса. На двору, али и на бојном пољу, Баудолино бива подучаван латинском језику и свему што је било везано уз борбу за превласт у северној Италији. Касније бива послан у Париз да постане учена особа.
У Паризу сусреће занимљиве особе које утичу на њега и због којих добија жељу за путовањима и авантурама. Почиње да сањари о путовању у мистичну државу "Свештеника Ивана" за коју је начуо у Паризу.
Баудолино проналази Свети грал и уверава цара Барбаросу да га препусти "Свештенику Ивану". Цар тада започиње Трећи крсташки рат, али гине под сумњивим околностима. Историја каже да се Барбароса утопио у Малој Азији, али је Еко одлучио да убаци још детаља у ову причу. Пошто је Баудолино остао сам, одлучује на своју руку да настави путовање.
Иако се роман чини доста реалистичним у почетку, касније читатељ бива изненађен описима шуме у Абхазији која не пропушта сунчеву светлост, митским бићима попут једнорога, описима евнуха и људских бића налик на животиње описаних у средњовековној књижевности.
Сан Баудолино је заштитник италијанског града Алесандрија, у ком је Умберто Еко рођен, као и остали ликови из романа. Сан Баудолину је 1189. посвећена једна црква у граду. У цркви се налази кип сељака Ауларија који је спасио град за време опсаде града од стране цара Барбаросе.